# 2012-es Qatar Airways Tournament of Champions
A 2012-es Qatar Airways Bank Tournament of Champions a WTA Tournament of Champions negyedik alkalommal lebonyolított versenye volt, amelyet Bulgária fővárosában, Szófiában rendeztek meg 2012. október 30. és november 4. között. A tornán azok a teniszjátékosok vehettek részt – összesen hatan –, akik a 2012-es szezonban legalább egy International tornát megnyertek. Rajtuk kívül két szabadkártyás is indulási jogot kapott. A torna összdíjazása 750 000 dollár volt. A mérkőzéseket fedett, kemény borítású pályán játszották.

## Lebonyolítás
A verseny a WTA-szezon részét képezte, az esztendő utolsó WTA-tornája volt, amelyet azon játékosok számára rendeztek meg, akik az év során legalább egy International tornát megnyertek. Közülük hat játékos indulhatott el a versenyen az október 22-i világranglistán elfoglalt helyezésük alapján, ketten pedig szabadkártyát kaptak, mivel ők az év során nem nyertek tornát.
A verseny nyolc résztvevőjét két négyes csoportra osztották (Serdika és Sredets), amelyekben mindenki játszott mindenkivel. A csoportok első két helyezettje jutott tovább, akik az elődöntőkben küzdöttek meg a fináléba kerülésért (a csoportelsők a másik csoport másodikjával mérkőztek meg).

## Döntő
Nagyja Petrova –  Caroline Wozniacki 6–2, 6–1

## Összdíjazás és megszerezhető pontok
A torna összdíjazása 750 000 amerikai dollár volt.
| Eredmény                | Pénzdíj                          | Pontok 1             |
| ----------------------- | -------------------------------- | -------------------- |
| Győzelem                | CS2 + 190 000 $ (max. 270 000 $) | CS2 + 195 (max. 375) |
| Döntő                   | CS2 + 65 000 $ (max. 145 000 $)  | CS2 + 75 (max. 255)  |
| Elődöntő                | CS2 + 10 000 $ (max. 90 000 $)   | CS2                  |
| Csoportkör (3 győzelem) | 80 000 $                         | 180                  |
| Csoportkör (2 győzelem) | 65 000 $                         | 145                  |
| Csoportkör (1 győzelem) | 50 000 $                         | 110                  |
| Csoportkör (0 győzelem) | 35 000 $                         | 75                   |

- 1 minden lejátszott csoportmérkőzésért automatikusan járt 25 pont, a győzelemért további 35.[3]
- 2 CS: a csoportkörben megszerzett pénzdíj, illetve ranglistapont.
- 3 A tartalélok 7500 dollárt kaptak akkor is, ha nem léptek pályára.

## Résztvevők
| Résztvevők         |           |                                                         |
| Játékos            | Ranglista | Tornagyőzelmek                                          |
| Caroline Wozniacki | 11.       | KDB Korea Open                                          |
| Nagyja Petrova     | 13.       | UNICEF Open                                             |
| Marija Kirilenko   | 15.       | Szabadkártyás                                           |
| Roberta Vinci      | 16.       | Texas Tennis Open                                       |
| Hszie Su-vej       | 25.       | BMW Malaysian Open Guangzhou International Women’s Open |
| Cseng Csie         | 29.       | ASB Classic                                             |
| Daniela Hantuchová | 32.       | PTT Pattaya Open                                        |
| Cvetana Pironkova  | 44.       | Szabadkártyás                                           |

- Ranglistahelyezésük és eredményeik alapján Kaia Kanepi (19.) és Venus Williams (24.) is részt vehetett volna a viadalon, azonban különböző okok mindketten lemondták a részvételt.[4][5]